# Stetson
Stetson é uma marca de chapéu fabricado pela John B. Stetson Company.

## História
Fundado em 1865, a John B. Stetson Company começou quando seu fundador foi para o oeste e visualizou um chapéu "do Oeste".

## Estilo

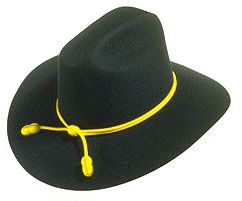
Chapéu da Polícia Montada do Canadá.

O  Stetson se tornou um dos maiores estilos de chapéu do mundo, com mais de 3 milhões de modelos sendo fabricados por ano. Popularizado por peças e filmes Western, este chapéu se tornou um dos maiores símbolos do‎ Velho Oeste americano.
O Chapéu Stetson tem sua cobertura feita em feltro, apresenta aba circular mais larga que um Fedora, e sua copa é cilíndrica com quatro depressões simétricas. É associado à Polícia Montada do Canadá e ao escotismo.